# Kermanische Sprachen
Kermanisch oder Kurdisch-Zentraliranisch ist eine Untereinheit des Nordwestiranischen, die die kurdischen und zentraliranischen Sprachen zusammenfasst. Die These über die engere genetische Einheit dieser beiden Gruppen stammt vom Iranisten Jost Gippert. Die Bezeichnung kermanisch bezieht sich auf das Gebiet von Kermānschāh, wo man ältere Formen von Dialekten findet, die über eine ähnliche Struktur wie die kurdischen und zentraliranischen Sprachen verfügen.

## Klassifikation
- Indogermanische Sprachen
  - Indoiranische Sprachen
    - Iranische Sprachen
      - Westiranische Sprachen
        - Kurdisch-Zentraliranisch oder Kermanisch

Zur umfassenden Klassifikation vergleiche den Artikel Iranische Sprachen. 